# Пик, Арнольд
Арнольд Пик (1851—1924) — чешский психиатр еврейского происхождения. Известен тем, что описал клинические проявления болезни Пика и тельца Пика. Стал первым, кто назвал редупликативную парамнезию этим именем (в 1891). Вторым использовал термин dementia praecox. Пик учился в Берлине у Карла Фридриха Отто Вестфала, а затем работал в печально известном приюте в Венене.
Возглавлял пражскую школу нейропатологии, к которой принадлежал, в числе прочих, Оскар Фишер. Эта школа была одной из двух в Европе (вторая была в Мюнхене, где работал Альцгеймер), которые описали болезнь Альцгеймера по эмпирическим признакам.